# Lugre (navio)

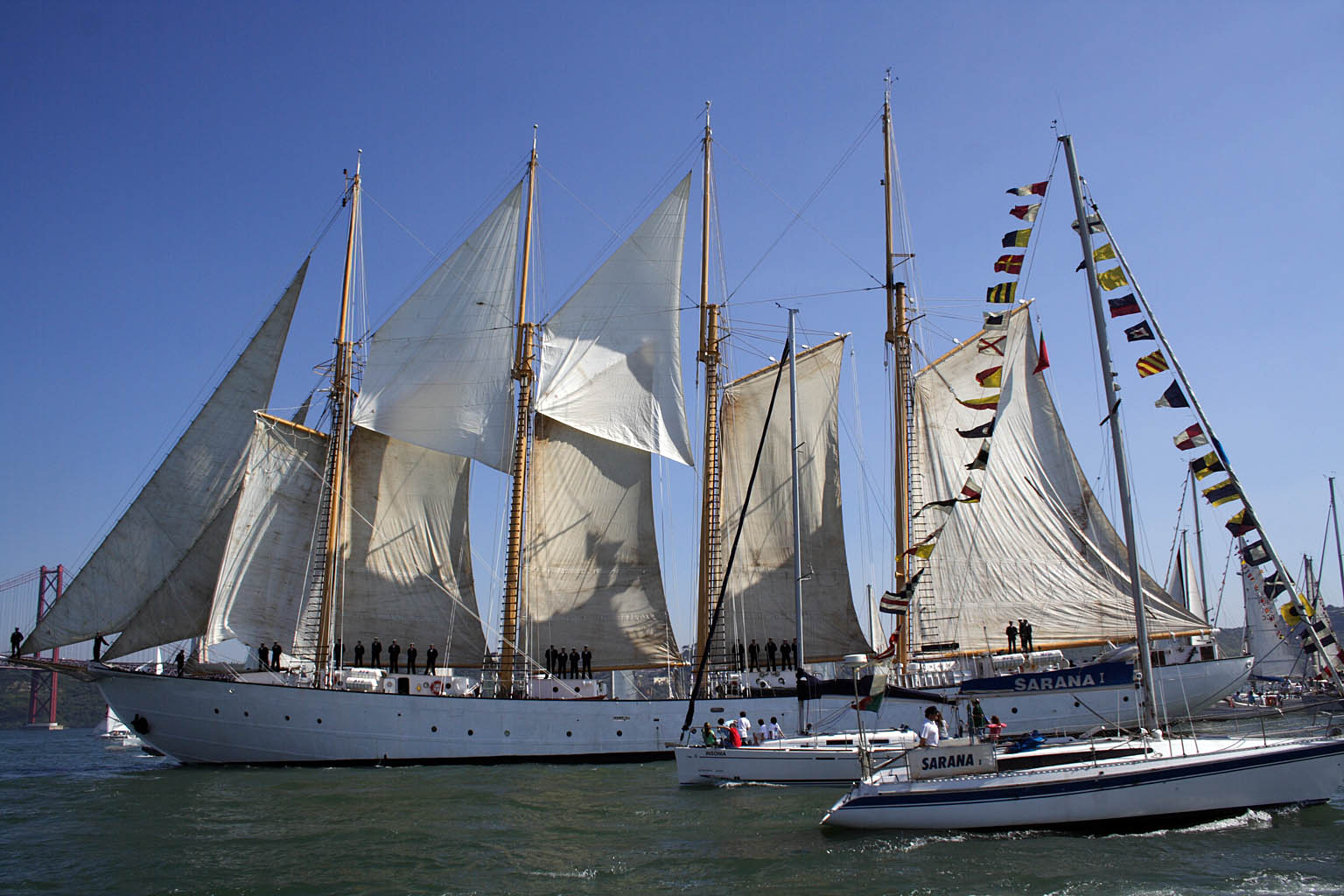
Navio Creoula

Um lugre é um veleiro com três ou mais mastros, em que são utilizadas, em todos eles, velas latinas quadrangulares. Exemplos deste tipo de veleiro são os navios pesqueiros Santa Maria Manuela e Creoula, ambos lugres ex-bacalhoeiros.